# 國際福樂球總會
國際福樂球總會（International Floorball Federation，IFF）是一個成立於1986年，專門管轄國際福樂球事務的組織。目前，該組織共有74個成員國加盟，旗下的比賽有世界錦標賽和各洲際賽事。它的總部設在芬蘭赫爾辛基。

## 外部連結
- 官方網站 （页面存档备份，存于）